# La Bruguièra
La Bruguièra Dorçan (francès Labruyère-Dorsa) és un municipi occità de Gascunya, en el departament de l'Alta Garona, a la regió Occitània.